# کالوین جانسون (نوازنده)
کالوین جانسون (انگلیسی: Calvin Johnson؛ زادهٔ ۱ نوامبر ۱۹۶۲) یک موسیقی‌دان اهل ایالات متحده آمریکا است.